# Чемпионат России по футзалу 2013/2014
XXII Чемпионат России по футзалу (AMF) прошёл с 19 ноября 2013 года по 16 марта 2014 года.
В чемпионате участвовало шесть клубов, турнир прошел в четыре круга.

## Итоги чемпионата России по футзалу 2013/2014
| М | команды                | 1                  | 2                | 3               | 4                | 5                 | 6                  | В  | Н | П  | Мячи             | О  |
| - | ---------------------- | ------------------ | ---------------- | --------------- | ---------------- | ----------------- | ------------------ | -- | - | -- | ---------------- | -- |
| 1 | Динамо (Москва)        |                    | 4:4 5:2 3:3 4:4  | 3:4 3:2 4:3 4:1 | 1:4 9:1 0:5 2:0  | 11:6 10:5 5:0 5:0 | 12:1 14:2 20:0 5:0 | 14 | 3 | 3  | 124 — 47 = + 77  | 42 |
| 2 | Восток-Сервис (Видное) | 4:4 2:5 3:3 4:4    |                  | 3:3 5:0 1:1 4:2 | 5:2 3:2 2:3 11:0 | 8:4 6:7 9:3 7:2   | 10:3 9:0 9:1 5:0   | 12 | 5 | 3  | 110 — 49 = + 71  | 41 |
| 3 | Волга (Саратов)        | 4:3 2:3 3:4 1:4    | 3:3 0:5 1:1 2:4  |                 | 3:1 1:1 8:1 3:4  | 5:0 5:0 5:0 5:0   | 2:1 7:1 5:0 5:0    | 11 | 3 | 6  | 70 — 38 = + 32   | 36 |
| 4 | Спартак (Москва)       | 4:1 1:9 0:5 0:2    | 2:5 2:3 3:2 0:11 | 1:3 1:1 1:8 4:3 |                  | 4:2 4:5 3:2 7:4   | 5:1 6:2 5:0 5:0    | 9  | 1 | 10 | 58 — 69 = — 11   | 28 |
| 5 | Ультра (Кострома)      | 6:11 5:10 0:5 0:5  | 4:8 7:6 3:9 2:7  | 0:5 0:5 0:5 0:5 | 2:4 5:4 2:3 4:7  |                   | 7:5 4:1 3:5 5:0    | 5  | 0 | 15 | 59 — 110 = — 61  | 15 |
| 6 | Торпедо-МАМИ (Москва)  | 1:12 2:14 0:20 0:5 | 3:10 0:9 1:9 0:5 | 1:2 1:7 0:5 0:5 | 1:5 2:6 0:5 0:5  | 5:7 1:4 5:3 0:5   |                    | 1  | 0 | 19 | 23 — 153 = — 130 | 3  |

- в матче третьего круга команд «Динамо» (Москва) и «Спартак» (Москва) обеим командам засчитано техническое поражение (0:5)